# Fleming: Der Mann, der Bond wurde
Fleming: Der Mann, der Bond wurde (Alternativtitel Mein Name ist Fleming. Ian Fleming, Originaltitel Fleming: The Man Who Would Be Bond) ist eine vierteilige britische Miniserie, die von der Militärkarriere des James-Bond-Erfinders Ian Fleming erzählt. Die fiktionalisierte Biografie spielt in den Jahren 1938 bis 1952 und berichtet sowohl von Flemings romantischen Abenteuern, als auch von seiner Spionagetätigkeit für die Royal Navy. Schauspieler Dominic Cooper stellt Fleming dar, Lara Pulver seine Liebe Ann O’Neill.

## Besetzung und Synchronisation
Die deutschsprachige Synchronisation erfolgte durch die TaunusFilm Synchron nach einem Dialogbuch und unter der Dialogregie von Frank Wessel.
| Rolle                      | Schauspieler       | Synchronsprecher      |
| -------------------------- | ------------------ | --------------------- |
| Ian Fleming                | Dominic Cooper     | Gerrit Schmidt-Foß    |
| Ann O’Neill                | Lara Pulver        | Claudia Gáldy         |
| Admiral John Godfrey       | Samuel West        | Marcus Off            |
| Second Officer Monday      | Anna Chancellor    | Arianne Borbach       |
| Peter Fleming              | Rupert Evans       | Peter Lontzek         |
| Evelyn Fleming             | Lesley Manville    | Katharina Koschny     |
| Esmond Rothermere          | Pip Torrens        | Oliver Siebeck        |
| Loelia                     | Camilla Rutherford | Ghadah Al-Akel        |
| Admiral François Darlan    | Aurélien Recoing   | Patrice Luc Doumeyrou |
| Colonel William J. Donovan | Stanley Townsend   | Bert Franzke          |
| Colonel William Stephenson | Eric Meyers        | Thomas Schmuckert     |
| Hepworth                   | Harry Treadaway    | Jeremias Koschorz     |
| Muriel Wright              | Annabelle Wallis   | Kristina von Weltzien |

## Episoden
| Nr. | Deutscher Titel | Originaltitel | Zusammenfassung | Erstausstrahlung USA | Deutschsprachige Erstausstrahlung (D) | Regie          | Drehbuch                      |
| --- | --------------- | ------------- | --- | -------------------- | ------------------------------------- | -------------- | ----------------------------- |
| 1   | Episode 1       | Part 1        | London, 1938: Ian Fleming ist ein zaghafter Playboy und erfolgloser Broker, der von seinem toten Vater, der ein Kriegsheld war, und seinem erfolgreichen Bruder in den Schatten gestellt wird. | 29. Jan. 2014        | 4. Sep. 2014                          | Mat Whitecross | John Brownlow, Don MacPherson |
| 2   | Episode 2       | Part 2        | Lissabon, 1940: In dem neutralen Territorium mischen sich die Briten unter die Nazis. Ian Fleming befindet sich zusammen mit John Godfrey und Monday auf einer diplomatischen Mission.         | 5. Feb. 2014         | 4. Sep. 2014                          | Mat Whitecross | John Brownlow, Don MacPherson |
| 3   | Episode 3       | Part 3        | Während eines Trainings im Camp X in Kanada bitten die Amerikaner Fleming, seine Fähigkeiten einzusetzen, um einen Entwurf für das Office of Strategic Services anzufertigen.                  | 12. Feb. 2014        | 11. Sep. 2014                         | Mat Whitecross | John Brownlow, Don MacPherson |
| 4   | Episode 4       | Part 4        | Der Krieg ist fast vorbei, Fleming ist jedoch davon überzeugt, dass die Nazis über Nuklearpläne verfügen und die Briten diese vor den Russen finden müssen.                                    | 19. Feb. 2014        | 11. Sep. 2014                         | Mat Whitecross | John Brownlow, Don MacPherson |

## Veröffentlichung
In den Vereinigten Staaten erfolgte die Erstausstrahlung am 29. Januar 2014, im Vereinigten Königreich am 12. Februar 2014. Die deutschsprachige Erstausstrahlung erfolgte am 4. und 11. September 2014 bei Arte. Die Miniserie wurde außerdem auf DVD und Blu-ray Disc veröffentlicht.

## Auszeichnungen und Nominierungen
| Jahr | Preis                                   | Kategorie                                                   | Nominiert                         | Ergebnis  |
| ---- | --------------------------------------- | ----------------------------------------------------------- | --------------------------------- | --------- |
| 2014 | 66. Primetime Creative Arts Emmy Awards | Beste Kamera in einer Miniserie oder einem Film             | Ed Wild                           | Nominiert |
| 2015 | Satellite Awards                        | Beste Miniserie/Fernsehfilm                                 | Fleming: Der Mann, der Bond wurde | Nominiert |
| 2015 | Satellite Awards                        | Bester Darsteller in einer Miniserie oder einem Fernsehfilm | Dominic Cooper                    | Nominiert |